# Lobolibethra mainerii
Lobolibethra mainerii är en insektsart som först beskrevs av Giglio-Tos 1910.  Lobolibethra mainerii ingår i släktet Lobolibethra och familjen Diapheromeridae. Inga underarter finns listade i Catalogue of Life.